# HD 153834
HD 153834，又名BD+22 3045，SAO 84758、HR 6325，是一颗恒星，视星等为5.65，位于銀經43.15，銀緯33.8，其B1900.0坐标为赤經16h 56m 44.7s，赤緯+22° 33.8′ 46″。